# Ayo Ayo
Ayo Ayo ist eine Ortschaft im Departamento La Paz im südamerikanischen Andenstaat Bolivien.

## Lage im Nahraum
Ayo Ayo liegt in der Provinz Aroma und ist zentraler Ort im Cantón Ayo Ayo im Municipio Ayo Ayo und liegt auf einer Höhe von 3894 m. Ayo Ayo liegt auf einem bis zu 20 km breiten nord-südlich verlaufenden ebenen Abschnitt des bolivianischen Altiplano, direkt am Rande der Ortschaft erheben sich die Vorgebirgsketten der Serranía de Sicasica, die hier bis auf knapp 5000 m ansteigt.

## Geographie
Ayo Ayo liegt auf der bolivianischen Hochebene zwischen den Anden-Gebirgsketten der Cordillera Occidental im Westen und der Cordillera Central im Osten. Das Klima der Region ist semihumid und weist ein typisches Tageszeitenklima auf, bei dem die mittleren Tagestemperaturschwankungen stärker ausfallen als die jahreszeitlichen Schwankungen.
Die mittlere Durchschnittstemperatur der Region liegt bei etwa 9 °C, die Monatsdurchschnittstemperaturen schwanken zwischen 7 °C im Juli und 11 °C im Dezember (siehe Klimadiagramm Patacamaya). Der Jahresniederschlag beträgt rund 500 mm, die Monatsniederschläge liegen zwischen unter 10 mm in den Monaten Juni und Juli und nahe 100 mm von Dezember bis Februar.

## Verkehrsnetz
Ayo Ayo liegt in einer Entfernung von 83 Straßenkilometern südlich von La Paz, der Hauptstadt des Departamentos.
Von La Paz aus führt die asphaltierte Nationalstraße Ruta 2 in westlicher Richtung nach El Alto, von dort 70 Kilometer nach Süden die Ruta 1 bis Ayo Ayo und weiter über Patacamaya nach Caracollo, wo die Ruta 1 weiter nach Oruro im Süden führt und die Ruta 4 ins östlich gelegene Cochabamba abzweigt.

## Bevölkerung
Die Einwohnerzahl der Ortschaft ist in den vergangenen beiden Jahrzehnten um knapp ein Fünftel angestiegen:
| Jahr | Einwohner | Quelle       |
| ---- | --------- | ------------ |
| 1992 | 596       | Volkszählung |
| 2001 | 647       | Volkszählung |
| 2012 | 698       | Volkszählung |
| 2024 |           | Volkszählung |

Die Region weist einen hohen Anteil an Aymara-Bevölkerung auf, im Municipio Ayo Ayo sprechen 92,6 Prozent der Bevölkerung Aymara.
Im Juni 2004 machte die Ortschaft Ayo Ayo weltweit Schlagzeilen, als ihr Bürgermeister Benjamín Altamirano nach Korruptionsvorwürfen auf offener Straße im Zentrum von La Paz entführt und wenig später auf dem Hauptplatz von Ayo Ayo tot aufgefunden wurde, an einen Pflock angebunden und mit deutlichen Spuren von Folter und Verbrennungen. Der indigene Führer und Abgeordnete Felipe Quispe behauptete, Lynchjustiz könne „als 'normal' für das Volk der Aymara bezeichnet“ werden kann. Dem widersprach jedoch der indigene Führer von Ayo Ayo, Roberto Chino. Auch die bolivianische Gesetzgebung toleriert keine Lynchjustiz.

## Tourismus
Touristisches Kleinod von Ayo Ayo ist die örtliche Kirche, ein Baudenkmal aus dem 16. Jahrhundert. Der im Stil des Mestizenbarock und der Renaissance errichtete Bau birgt Reliquien in Form von Holzschnitzarbeiten sowie getriebenen Gold- und Silberarbeiten aus der Zeit des Vizekönigreichs Peru.

## Söhne und Töchter der Ortschaft
Berühmtester Bürger von Ayo Ayo ist der Freiheitsheld Julián Apaza (Tupaq Katari), Indio-Führer und angeblichen Nachfahren der Inka-Herrscherschicht, der 1781 mit einem Indianerheer zweimal für insgesamt 184 Tage lang La Paz belagerte und den Spaniern herbe Verluste beibrachte, schließlich jedoch gefangen genommen und zu Tode gefoltert wurde.